# Calorimetrie
Calorimetria este știința  măsurării căldurii degajate sau absorbite în diferite fenomene fizico-chimice  ca transformări de stare, reacții chimice (inclusiv cele de metabolism), conducție electrică etc. Denumirea vine de la cuvintele calor ("căldură" în latină) și metron ("măsurare" în greacă). Savantul scoțian Joseph Black este considerat fondatorul calorimetriei. Pentru măsurări practice ale căldurii emise este folosit aparatul numit calorimetru.

## Fundamente teoretice
Calculul calorimetric e bazat pe egalitatea dintre căldura cedată și cea primită.
Deoarece cantitatea de căldură pe care o poate primi sau ceda un corp este o formă de energie, ca unitate pentru măsurarea ei în sistemul international SI se folosește joule (J). Cantitatea de căldură de 1 joule este echivalentă cu lucrul mecanic efectuat de o forță de un newton pe distanța de 1 m. Adică 1 J = 1N × 1m.
S-a constatat că două corpuri de aceeași masă dar formate din substanțe diferite au nevoie de energie diferită pentru a-și ridica temperatura cu 1 °C. 
În SI capacitatea termică masică se măsoară în J/kg·K.
Produsul dintre masa m a unui corp și capacitatea termică masică c se numește capacitate termică și se măsoară în joule pe Kelvin (J/K). Notând capacitatea termică C, se poate scrie: 
{\displaystyle C=c\cdot m,} în J/K.
În trecut, pentru mărimile calorice amintite mai sus se putea utiliza și sistemului CGS. Între unitățile acestui sistem și cele ale sistemului internațional există următoarele relații:
- pentru căldură: 1 cal = 4,1868 J ; (1 J = 0,23885 cal)
- pentru capacitatea termică masică: 1 cal/g·K = 4186,8 J/kg·K (1 J/kg·K = 0,23885 · 10−3  cal/g·K)
- pentru capacitatea termică: 1 cal/K = 4,1868 J/K  ( 1 J/K = 0,23885 cal/K)

### Principii calorimetrice
La baza metodelor de măsurare utilizate în calorimetrie stau trei principii calorimetrice
- principiul echilibrului termic, potrivit căruia mai multe corpuri cu temperaturi diferite ce formează un sistem izolat, puse în contact, vor avea, după un timp oarecare, aceeași temperatură.
- principiul egalității schimburilor de căldură, conform căruia, când între două corpuri ale unui sistem izolat are loc un schimb de căldură, cantitatea de căldură cedată de unul dintre ele este egală cu cantitatea de căldură primită de celălalt.
- principiul egalității cantităților de căldură ce intervin în procesele inverse, potrivit căruia cantitatea de căldură pe care o absoarbe un corp într-o transformare este egală cu cea degajată de acesta în transformarea inversă.